# Марченко, Ефим Тимофеевич
Ефим Тимофеевич Марченко (1 января 1913, дер. Николаевка, Российская империя — 24 января 1980, г. Москва, СССР) — советский военачальник, участник освобождения Польши и штурма Берлина. Командир 39-й гвардейской стрелковой Барвенковской дивизии 8-й гвардейской армии (1944—1945), командующий 11-й гвардейской Краснознамённой армией (1957—1961). Гвардии генерал-лейтенант (1959).

## Биография
Ефим Тимофеевич Марченко родился 1 января 1913 года в деревне Николаевка (ныне Белыничского района Белоруссии) в многодетной крестьянской семье — отец, мать, шесть сестёр и пятеро братьев (трое из них погибли на фронтах Великой Отечественной войны). участник Советско-финской войны (1939—1940) и Великой Отечественной войны. Член ВКП(б).
В 1928 году окончил 6 классов школы в городе Шклове. После окончания профсоюзной школы строителей, в 1929 году работает на фабрике искусственного волокна в Могилёве. Затем комсомольская организация направляет его на работу в деревню, где его вскоре избирают председателем сельсовета деревень Симоновичи и Головчино Белынического района. С 1934 по 1935 год Е. Т. Марченко работает директором Белынической райзаготконторы.

### Довоенная службу
В РККА — с 1935 года. Призван Могилёвским РВК (Белорусская ССР, Могилёвская область, Могилёвский район). Проходит срочную службу до 1937 года — оканчивает полковую школу (159-й полк войск НКВД) и получает звание младший комвзвода, а также оканчивает вечерний комвуз в Днепропетровске в 1937 году. С 1937 по 1939 год — на гражданской службе. Вновь призван в РККА в 1939 году. Оканчивает дивизионные курсы усовершенствования командиров запаса, получает первое офицерское звание — лейтенант. Командуя пулемётным взводом 200-го стрелкового полка 2-й стрелковой дивизии, он участвует в освобождении Западной Белоруссии. В начале Советско-финской войны — на Северо-Западном фронте. Был связным у командующего фронтом, будущего Маршала Советского Союза С. К. Тимошенко, командиром пулемётной роты, комиссаром стрелкового батальона.

### Во время Великой Отечественной войны
В боях Великой Отечественной войны с первых дней. Встретил войну лейтенантом в Белостоке. Служил в 108-й стрелковой дивизии (Западный фронт) в должности начальника разведывательного отделения дивизии (старший лейтенант). Затем командовал стрелковым батальоном, участвует в кровопролитных оборонительных боях в районах Молодечно, Витебска, Духовщины, Ярцево. В августе 1941 года — командир диверсионного отряда, который в течение двух месяцев действует по тылам противника, уничтожая его живую силу и взрывая склады боеприпасов и вооружения. Вместе с армией отступал на восток до Москвы. Одиннадцать раз выходил из окружения.

«В период боев 108 стрелковой дивизии на реке Вобь с июля 1941г тов. Марченко, командуя отрядом ночных налётов, неоднократно проявлял мужество и храбрость. Личным примером увлекал бойцов на разгром врага, нанося ему большие потери.
В период выхода из окружения тов. Марченко руководил отрядом разведчиков, лично вел всю разведку, за которой следовал отряд до 2550 человек. В этот период тов. Марченко показал беспредельную преданность Родине, даже будучи больным не оставлял своего поста. Отряд в 2500 человек вышел из окружения с малыми потерями, благодаря большой заслуге тов. Марченко»
— Командующим 5-й армией генерал-лейтенант Л.А. Говоров, из Наградного листа.
В ноябре 1941 года Е. Т. Марченко назначен начальником оперативного отделения штаба, а в июне 1943 года — начальником штаба 50-й стрелковой дивизии, которая разгромила немцев под Москвой. Проявил себя в боях под Москвой и Е. Т. Марченко, в 1942 году он был награждён орденом Красной Звезды. Дивизия была переброшена в район Северского Донца, где форсировала реку, захватила плацдарм на её западном берегу и вела успешные бои, выбивая немцев из Донбасса, а затем в районе Днепропетровска форсировала Днепр.

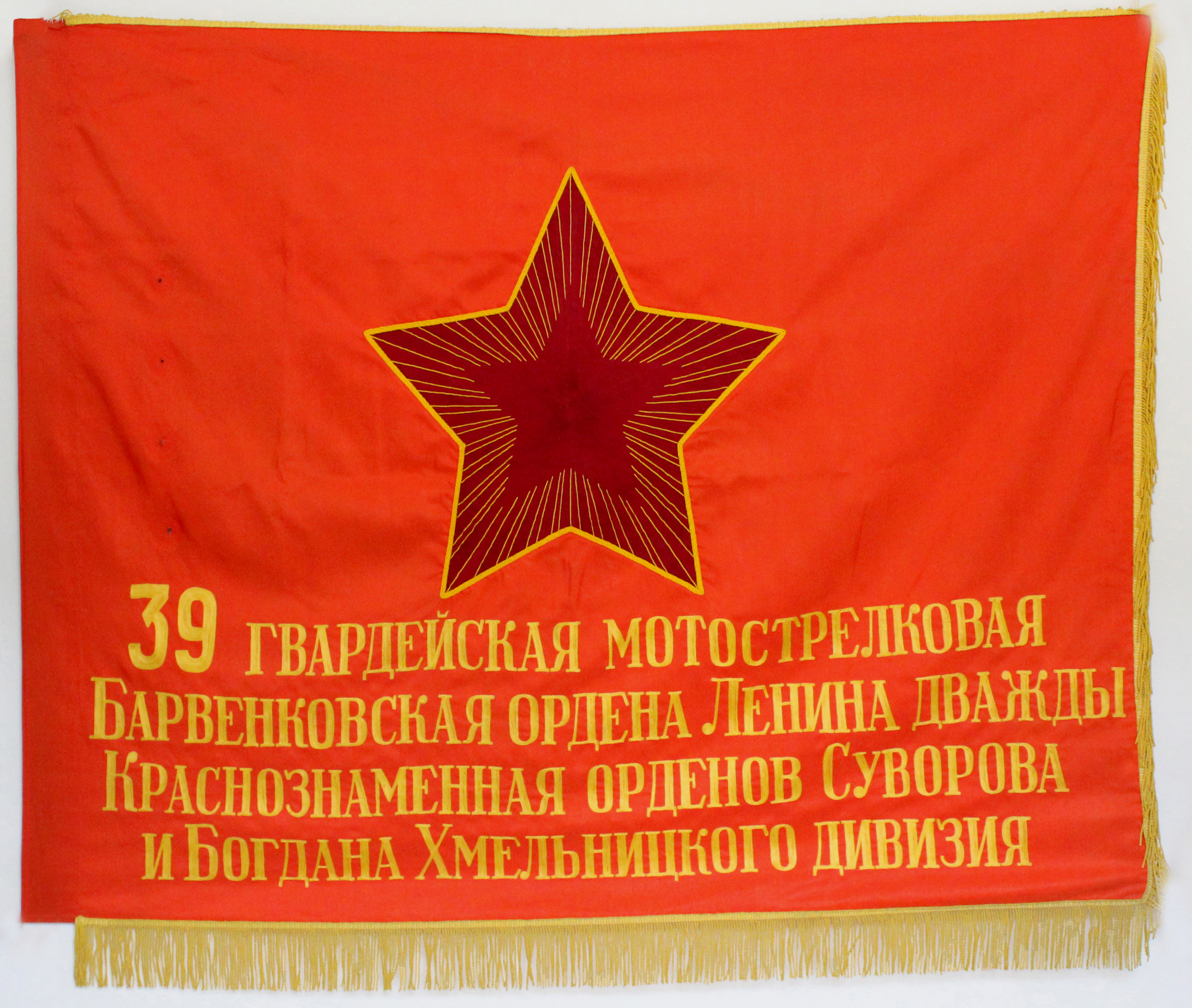
Знамя 39-й гвардейской мотострелковой дивизии.

С конца 1943 года гвардии подполковник Е. Т. Марченко — начальник штаба стрелковой дивизии, с 6 апреля по 24 июня 1944 года — командир 88-й гвардейской стрелковой дивизии 8-й гвардейской армии, отличившейся в боях за освобождение Украины, при форсировании реки Ингулец и в боях за Апостолово.
С 10 августа 1944 года и до окончания Великой Отечественной войны гвардии полковник Марченко Е. Т. — командир 39-й гвардейской стрелковой дивизии 8-й гвардейской армии. Под его командованием дивизия участвовала в Белорусской наступательной операции, освобождении Польши. Полки дивизии получили почётные наименования «Познанские» и «Люблинские», за освобождение городов Познань и Люблин.
39-я гвардейская стрелковая дивизия, под командованием гвардии полковника Марченко Ефима Тимофеевича, отличилась в боях за Берлин. Вела ожесточённые бои на подступах к городу, на Зееловских высотах и в самом городе, при форсировании каналов Тельтов и Ландвер, в районе Тиргартена, о чём писал в своих мемуарах Маршал Советского Союза В. И. Чуйков.
За образцовое выполнение боевых заданий командования на фронте борьбы с немецкими захватчиками при прорыве обороны противника на подступах к Берлину и штурме города и проявленные при этом доблесть и мужество, 28 мая 1945 года 39-я гвардейская стрелковая дивизия награждена пятым орденом — Орденом Ленина и стала одной из восьми дивизий РККА, награждённых в годы Великой Отечественной войны пятью орденами.

«Первый день после войны особенно четко отложился в памяти. Для нас этим днем было 2 мая 1945 года… Наступила непривычная тишина. После непрерывных разрывов и ружейно-пулеметной трескотни теперь обычный людской разговор и даже шум проходящих машин слухом не улавливались. Впечатление абсолютной тишины. Личный состав вначале несколько робко, а потом все увереннее начал подниматься в рост и расхаживать. Лица и одежда их покрыты пылью и сажей. Большинство уже несколько дней небритые. В горячих боях это как-то даже не бросалось в глаза. Командиры собирали людей и строили свои подразделения… Колонны рот маленькие. Теперь всем стало более наглядно, и ощутимее потери. Сразу видно, кого нет в строю. Начинаются поиски трупов своих бойцов. В кино почему-то показывают, что люди в эти первые минуты находятся в каком-то несдержимом восторге. Кричат, бросают вверх шапки, громко хохочут и так далее. Было это не так. Поведение и настроение людей было какое-то вопросительное: неужели действительно закончилась эта страшная и неприятная работа?! Настроение людей омрачали лежащие трупы их товарищей, стоны и бинты эвакуируемых раненых».
— Е.Т. Марченко. Из неопубликованных мемуаров.
За время войны трижды упомянут в благодарственных приказах Верховного Главнокомандующего.

### Послевоенная служба
По окончании Великой Отечественной войны Е. Т. Марченко продолжал оставаться командиром 39-й гвардейской стрелковой дивизии на территории Германии, в составе Группы Советских оккупационных войск в Германии до 27 сентября 1945 года.
Направляется на учёбу, а по окончании Военной академии Генерального штаба имени К. Е. Ворошилова, в 1948 году назначается командиром отдельной стрелковой бригады, с ноября 1951 по декабрь 1954 года — командиром 57-й гвардейской стрелковой дивизии. Присваивается воинское звание генерал-майор.
Проходил службу в Прибалтийском военном округе: с декабря 1954 года — командир гвардейского стрелкового корпуса, с 6 апреля 1958 по 23 сентября 1960 года — командующий 11-й гвардейской армией. 25 мая 1959 года присваивается звание генерал-лейтенант.
Был избран депутатом Верховного Совета РСФСР V созыва (1959—1963) от Черняховского округа Калининградской области.
В 1961 году попадает в тяжёлую автомобильную аварию, после которой на военно-дипломатической службе в Чехословакии и Румынии до 1966 года.
В 1966 году Е. Т. Марченко назначают первым заместителем командующего Уральским военным округом. Но последствия автомобильной аварии дали о себе знать и в 1969 году, после тяжёлой операции, Е. Т. Марченко назначается первым заместителем начальника Высших командных курсов «Выстрел».

### В отставке
В отставке — с мая 1973 года. Вёл большую общественную и военно-патриотическую работу. На протяжении семи лет был председателем совета ветеранов 39-й гвардейской стрелковой дивизии, заместителем председателя Совета ветеранов 62-й армии (8-й гвардейской армии), который возглавлял Маршал Советского Союза В. И. Чуйков.
Являлся военным консультантом постановок «Берег» и «Горячий снег» по Ю. Бондареву Московского драматического театра имени Гоголя.
Интерес вызывают мемуары Е. Т. Марченко «Штурм Берлина глазами командира дивизии», которые так и не были изданы.
Жил в городе Москве. Умер 24 января 1980 года. Похоронен на Кунцевском кладбище.
Ордена и медали Е. Т. Марченко находятся на персональном стенде в Музее обороны Москвы.

## Награды
СССР:
- Орден Ленина (29.05.1945);[8]
- Орден Ленина (31.05.1945);[9]
- Орден Красного Знамени (12.08.1943);[10]
- Орден Красного Знамени (20.03.1944);
- Орден Красного Знамени (1957[11]);
- Орден Суворова II степени (06.04.1945)[12];
- Орден Красной Звезды (28.02.1942);[13]
- Орден Красной Звезды (1952[11]);
- Медаль «За боевые заслуги» (1947[11])
- Юбилейная медаль «За воинскую доблесть. В ознаменование 100-летия со дня рождения Владимира Ильича Ленина»
- Медаль «За оборону Москвы»;
- Медаль «За победу над Германией»;
- Медаль «Двадцать лет Победы в Великой Отечественной войне 1941—1945 гг.»;
- Медаль «Тридцать лет Победы в Великой Отечественной войне 1941—1945 гг.»;
- Медаль «За взятие Берлина»;
- Медаль «За освобождение Варшавы»;
- Медаль «Ветеран Вооружённых Сил СССР»;
- Медаль «30 лет Советской Армии и Флота»;
- Юбилейная медаль «40 лет Вооружённых Сил СССР»;
- Юбилейная медаль «50 лет Вооружённых Сил СССР»;
- Юбилейная медаль «60 лет Вооружённых Сил СССР»;
- Медаль «За безупречную службу» 1-й степени

 ПНР:
- Орден «Крест Храбрых» (24.04.1946);
- Медаль «За Варшаву» (27.04.1946);
- Медаль «За Одру, Нису и Балтику» (27.04.1946);
- Иностранные медали.